# Юнас
Юнас (норв. Jonas) — норвезьке і шведське чоловіче ім'я.

## Відомі люди
- Юнас Гар Стере
- Юнас Геглунд
- Юнас Квален
- Юнас Лі